# قرار مجلس الأمن التابع للأمم المتحدة رقم 253
قرار مجلس الأمن التابع للأمم المتحدة رقم 253، الذي اتخذ بالإجماع في 29 مايو 1968، بعد التأكيد على القرارات السابقة، أشار المجلس بقلق أن التدابير المتخذة حتى الآن فشلت في وضع حد للتمرد في روديسيا الجنوبية، وأدان «عمليات الإعدام اللاإنسانية التي قام بها النظام غير القانوني في روديسيا الجنوبية مؤخرا والتي أساءت بشكل صارخ إلى ضمير البشرية». بعد إدانة النظام ودعوة المملكة المتحدة لإنهاء التمرد في روديسيا الجنوبية، قرر المجلس أن تقوم جميع الدول الأعضاء بما يلي:
أ- منع استيراد المنتجات التي منشؤها روديسيا الجنوبية بعد تاريخ هذا القرار بغض النظر عن الطبيعة القانونية لتلك المنتجات
ب- تعليق أي أنشطة لمواطنيها في أراضي الدول الأعضاء في الأمم المتحدة بهدف تعزيز تصدير سلع المنتجات من روديسيا الجنوبية
ج- حظر شحن السفن أو الطائرات المسجلة في روديسيا الجنوبية أو روديسيا الجنوبية من دخول أراضيها.
د- منع بيع أو توريد مواطنيهم أو من أراضيهم لأي سلع أو منتجات (باستثناء تلك المخصصة للأغراض الطبية والتعليم والمنشورات والأخبار وفي الظروف الإنسانية الخاصة - الغذاء)
هـ- حظر شحن البضائع بواسطة السفن أو الطائرات أو النقل البري عبر أراضيها الموجهة إلى جنوب روديسيا
وقرر المجلس أيضا أنه لا ينبغي للدول الأعضاء أن تتيح للنظام أي تعهدات تجارية أو صناعية أو مرافق عامة، بما في ذلك المؤسسات السياحية، في روديسيا الجنوبية، أي أموال للاستثمار أو أي موارد مالية أخرى من الموارد الاقتصادية ويمنع مواطنيها أو أي شخص في الأقاليم من توفير أي من هذه الأموال أو الموارد ومن تحويل أي أموال أخرى إلى الأشخاص أو الهيئات داخل روديسيا الجنوبية، باستثناء المعاشات التقاعدية والوسطية والإنسانية والتعليم والأخبار وفي بعض الحالات المواد الغذائية. وقرر المجلس كذلك أن تمنع الدول الأعضاء دخول أي شخص يسافر بجواز سفر روديسي جنوبي إلى داخل أراضيها وكذلك الأشخاص الذين لديهم سبب للاعتقاد بأنهم عادة مقيمون في روديسيا الجنوبية والذين لديهم سبب للاعتقاد أنهم قد عززوا أو شجعوا، أو من المحتمل أن يعززوا أو يشجعوا، الإجراءات غير القانونية للنظام غير القانوني.
ثم قرر المجلس أن تمنع جميع الدول الأعضاء شركات الطيران المتمركزة في أراضيها وكذلك الطائرات من تسجيلها أو بموجب ميثاق لمواطنيها من العمل من أو إلى روديسيا الجنوبية أو الارتباط بأي شركة طيران مؤلفة أو طائرة مسجلة في جنوب روديسيا. ودُعيت الوكالات المتخصصة التابعة للأمم المتحدة إلى اتخاذ جميع التدابير الممكنة لمنع الأنشطة التي تعزز الهجرة إلى جنوب روديسيا أو تساعده أو تشجعه. كما طلب المجلس من الدول الأعضاء ووكالات الأمم المتحدة مساعدة زامبيا على سبيل الأولوية، لأن تنفيذ هذا القرار من المحتمل أن يخلق مشاكل اقتصادية في ذلك البلد. وأخيراً، قرر المجلس إنشاء لجنة للإبلاغ عن تنفيذ هذا القرار.